# ラドミアク・ラドム
ラドミアク・スプウカ・アクツィイナ（Radomiak Spółka Akcyjna (Radomiak S.A.)、通称ラドミアク・ラドム（Radomiak Radom）は、ポーランド中東部、マゾフシェ県の都市ラドムをホームタウンとする、ポーランドプロサッカーリーグ（エクストラクラサ）に加盟するプロサッカークラブ。愛称はグリーンズ（Greens）。

## 歴史

### ラドムスポーツ協会
1910年、サイクリング、テニス、スケート、体操のセクションと共に、帝政当局から許可を得てラドムスポーツ協会が設立された。1年後、サッカーチームは最初の試合を行い、ワルシャワチームに5対2で敗北した。なおこの試合では、選手たちはそれぞれの個人の服を着用し、普通の靴を履いてプレーしていた。第一次世界大戦で活動を中断した後の1921年、スポーツ協会の構造が崩壊し、ラドムスキーコウォスポルトウェ（協会の活動継続者）とチャルニの2クラブに分かれた。
1924年、ワルシャワ地区のクラスBに昇格。1年後、トップクラスに昇格。1928年、ポーランドサッカー協会により創立された、ラドム、キエルツェ、チェストンホバ、ザグウェンビエを地域とする新たなサッカー地区で1932年、翌年1932年に地区2位の成績を残した。その後、1939年からの第二次世界大戦により、多くの有力選手やクラブに携わる人々が死亡した。
6年ぶりとなる戦後最初のゲームは、ブラックカウンシルに1対3で敗北した。1954年、クラスBに降格。これにより大幅に資金が削減されたこともあり、クラブは1960年代半ばに活動を休止。1945年に設立されたラドミアク・ラドムが伝統を引き継いだ。

### ラドミアク
1945年4月7日、「バタ」スポーツクラブが設立された。同年7月13日、ラドミアクスポーツクラブに名前が変更された。当時靴工場のマネージングディレクターを務めていたウウォジミェシュ・スキビンスキがクラブの名誉会長となった。彼がクラブ名、紋章、白、緑の色を決定した。

### ラドムとラドミアクの融合
1967年、ラドムスポーツクラブとラドミアクスポーツクラブが合併し、ラドムスポーツクラブ「ラドミアク」が誕生した。1969年と1972年に第2リーグに昇格したが、どちらも1シーズンで降格となった。再度昇格した1976/1977シーズンでは5位、1982/1983シーズンは秋季ラウンドチャンピオン、春季は第2グループ3位となった。

### 初の1部昇格
1983/1984シーズンに、第2リーグ首位でシーズンを終え、第１リーグへの昇格を果たした。初の第１リーグ昇格であるこのシーズンは当時の会長リシャルト・アントニエヴィッチの積極的な補強の効果もあり、秋のラウンドの後では5位となったが、春から大幅に勝ち点を落とした結果、15位となり第2リーグ降格となった。

### 20世紀の1990年代と21世紀
第2リーグに降格後の数年間は下降傾向を止めることができず、1989年には第3リーグに降格、さらに1991年には第4リーグに降格した。その後も昇格と降格を繰り返した。
2008年、協会は債務のために破産を宣告され、代わりに株式会社が設立された。チームは新しい第4リーグ（以前の第5リーグに相当）でプレーするライセンスを取得し、史上初めて第5リーグティアでの試合に参加した。2008/2009シーズンに1位でシーズンを終え直接第3リーグに昇格した。2年後、2010/2011シーズンに1位でシーズンを終え第2リーグに昇格した。その後第3リーグに降格することもあったが、2018/2019シーズンには第1リーグに昇格した。そして遂に2021/2022シーズンに第1リーグで1位となり、36年ぶりにエクストラクラサに昇格した。

## 過去の成績
| シーズン | リーグ           | 順位 | ポーランド・カップ |
| -------- | ---------------- | ---- | ------------------ |
| 2015-16  | IIリガ           | 8位  | –                  |
| 2016-17  | IIリガ           | 4位  | ベスト32           |
| 2017-18  | IIリガ           | 5位  | ベスト64           |
| 2018-19  | IIリガ           | 1位  | ベスト64           |
| 2019-20  | Iリガ            | 4位  | ベスト32           |
| 2020-21  | Iリガ            | 1位  | ベスト16           |
| 2021-22  | エクストラクラサ | 7位  | ベスト64           |
| 2022-23  | エクストラクラサ | 10位 | ベスト16           |
| 2023-24  | エクストラクラサ |      |                    |

## 現所属メンバー
2024年9月7日現在
注：選手の国籍表記はFIFAの定めた代表資格ルールに基づく。
| No. | Pos. |                  | 選手名                         |
| --- | ---- | ---------------- | ------------------------------ |
| 1   | GK   | ポーランド       | マチェイ・キコルスキ           |
| 4   | DF   | アゼルバイジャン | ラヒル・マンマドフ             |
| 5   | DF   | ポーランド       | ダリウシュ・パフウォフスキ     |
| 6   | MF   | ポルトガル       | ブルーノ・ジョルダン           |
| 7   | MF   | ブラジル         | ジョアン・ペグロウ             |
| 8   | MF   | ブラジル         | ルイゾン                       |
| 9   | MF   | ブラジル         | レアンドロ・ロッシ             |
| 10  | MF   | スイス           | ロベルト・アルヴェス           |
| 11  | MF   | ブラジル         | カピタ                         |
| 12  | GK   | ポーランド       | クリスティアン・ハルチニスキ   |
| 13  | DF   | ポーランド       | ヤン・グジェシク               |
| 14  | DF   | ポーランド       | ダミアン・ヤクビク             |
| 16  | DF   | ポーランド       | マテウシュ・チホツキ           |
| 17  | FW   | ポルトガル       | レオナルド・ローシャ           |
| 19  | FW   | コロンビア       | ジャン・フランコ・サルミエント |

| No. | Pos. |                  | 選手名                     |
| --- | ---- | ---------------- | -------------------------- |
| 20  | MF   | ポーランド       | ラドスワフ・チェレメンツキ |
| 21  | MF   | ポーランド       | ヤクブ・スノプチニスキ     |
| 23  | DF   | ポルトガル       | パウロ・エンリケ           |
| 24  | DF   | コートジボワール | ジエ・ワッタラ             |
| 27  | MF   | ポーランド       | ラファウ・ヴォルスキ       |
| 28  | MF   | ポーランド       | ミハウ・カプト             |
| 29  | DF   | ブラジル         | ラファエウ・ロッシ ()      |
| 31  | GK   | ポーランド       | ツェザリ・ヴォウォヴィエツ |
| 37  | MF   | ポーランド       | ミコワイ・モレンドフスキ   |
| 44  | GK   | ポーランド       | ヴィクトル・コプタス       |
| 70  | FW   | カーボベルデ     | ヴァグネル                 |
| 77  | MF   | ギリシャ         | フリストス・ドニス         |
| 88  | MF   | ポルトガル       | シッコ・ラモス             |
| 99  | FW   | ブラジル         | Guilherme Zimovski         |

監督
- ブルーノ・バルタザール